# Pinoy rock
Pour les articles homonymes, voir Pinoy.
 (décembre 2010).
Si vous disposez d'ouvrages ou d'articles de référence ou si vous connaissez des sites web de qualité traitant du thème abordé ici, merci de compléter l'article en donnant les références utiles à sa vérifiabilité et en les liant à la section « Notes et références ».
Le Pinoy rock ou rock philippin, est un type de rock produit aux Philippines ou par des Philippins. Il est devenu aussi varié que le rock lui-même et les groupes adoptant ce style musical sont désormais classifiés selon des genres encore plus spécifiques ou selon des combinaisons de genres tels que le rock alternatif, post-grunge, ethnique, new wave, pop rock, punk rock, funk, reggae, heavy metal et ska.

## Groupes
- Urbandub